# The Climb (Joe McElderry)
The Climb è un singolo di Joe McElderry del 2009, cover dell'omonimo brano di Miley Cyrus.

## Composizione e pubblicazione
Il brano è stato ripreso nel 2009 dal vincitore della sesta edizione della versione britannica di X Factor, che ne ha inciso una cover pubblicata come singolo il 14 dicembre dall'etichetta discografica Syco.
Ha riscosso un buon successo di vendite, raggiungendo la vetta delle classifiche di Irlanda e Regno Unito, dove è stato certificato disco di platino per le oltre 600 000 copie vendute.
La versione di Joe McElderry è stata prodotta da Quiz e Josef Larossi.

## Tracce
Download digitale
1. The Climb - 3:36

CD singolo
1. The Climb - 3:36
2. Somebody to Love - 2:38
3. Don't Let the Sun Go Down on Me - 2:27